# Ulrich Sperschneider
Ulrich „Uli“ Sperschneider (* 16. Oktober 1940; † 2006 in Sonneberg) war ein deutscher Fußballspieler. Zwischen 1963 und 1965 absolvierte er in der DDR-Oberliga, der höchsten Spielklasse im DDR-Fußball, 29 Spiele für Motor Steinach.

## Sportliche Laufbahn
Ulrich Sperschneider, der zuvor bei der Betriebssportgemeinschaft (BSG) Aufbau im thüringischen Mengersgereuth-Hämmern in der viertklassigen Bezirksliga Suhl gespielt hatte, erschien in der Saison 1959 als Spieler der BSG Motor Steinach erstmals in der zweitklassigen I. DDR-Liga. Er bestritt elf Punktspiele und erzielte dabei sieben Tore. Die Steinacher schafften als Aufsteiger nicht den Klassenerhalt und mussten wieder in die II. DDR-Liga absteigen. Als die BSG Motor 1960 den Wiederaufstieg verpasste, verließ Sperschneider, der an der TH Karl-Marx-Stadt studierte, Motor Steinach und schloss sich zur Saison 1961/62 (Wechsel zum Sommer-Frühjahr-Spieljahr) dem Zweitligisten SC Motor Karl-Marx-Stadt an. In der 39 Spiele währenden Saison kam er 22-mal zum Einsatz und war mit acht Toren erfolgreich. Der SC Motor stieg in die Oberliga auf, aber Sperschneider kehrte zu Motor Steinach zurück. Zur gleichen Zeit waren die Steinacher in die I. DDR-Liga zurückgekehrt und schafften in der Saison 1962/63 als Neuling überraschend den Durchmarsch zum Aufstieg in die Oberliga. An diesem Erfolg war Sperschneider als Linksaußenstürmer mit 23 Einsätzen in den 26 Punktspielen und mit 16 Toren beteiligt. Nur sein Sturmpartner Günter Queck war mit 19 Treffern erfolgreicher.
Trainer Heinz Leib setzte Sperschneider auch in der ersten Oberligasaison der BSG Motor Steinach hauptsächlich als linken Flügelstürmer ein. Er bestritt 20 der 26 Erstligaspiele und kam auf sechs Treffer. Nachdem Trainer Leib Sperschneider schon in der Rückrunde 1963/64 mehrmals wegen Formschwäche unberücksichtigt gelassen hatte, kam er auch zu Beginn der Saison 1964/65 erst am dritten Spieltag zum Einsatz. Obwohl ihm ein Tor gelang, wurde er danach in der Hinrunde nicht mehr eingesetzt und wurde erst in der zweiten Saisonhälfte mit Pausen in weiteren acht Oberligaspielen aufgeboten, sodass er 1964/65 nur auf insgesamt neun Einsätze und zwei Tore kam. Am Saisonende musste Steinach wieder in die DDR-Liga (die II. DDR-Liga war inzwischen eingestellt) absteigen.
Bis 1967 absolvierte Sperschneider innerhalb von zwei Spielzeiten 16 DDR-Liga-Spiele, in denen er noch fünf Tore erzielte. Anschließend war er als Freizeitfußballer beim Viertligisten Motor Sonneberg und in der Kreisliga für Traktor Neufang aktiv.